# Anastrepha ampliata
Anastrepha ampliata
 es una especie de insecto díptero que Hernandez-Ortiz describió científicamente por primera vez en 1991. Esta especie pertenece al género Anastrepha de la familia Tephritidae.  